# Konstantin Mitgutsch
Konstantin Mitgutsch (* 15. März 1980 in Salzburg) ist ein österreichischer Forscher, Autor und Spielentwickler auf dem Gebiet der pädagogischen Lerntheorien und der Computerspielforschung.

## Werdegang
Mitgutsch studierte von 1999 bis 2003 Bildungswissenschaft, Soziologie und Publizistik an der Universität Wien und der Humboldt-Universität zu Berlin. Von 2005 bis 2009 war er wissenschaftlicher Mitarbeiter am Institut für Bildungswissenschaft der Universität Wien und 2009 wurde er mit der Dissertation „Lernen durch Enttäuschung“ promoviert. Von 2009 bis 2013 forschte Mitgutsch am Education Arcade und dem MIT GAME LAB des Massachusetts Institute of Technology als Max Kade Stipendiat im Bereich Lernen und Computerspiele und entwickelte am Singapore-MIT Gambit Game Lab die Serious Games „Afterland“ (2009, Singapore-MIT Gambit Game Lab) und „Movers and Shakers“ (2012, Singapore-MIT Gambit Game Lab). 2011 war Konstantin Mitgutsch Gastprofessor an der Universität Wien und seit 2013 arbeitet er als Research Affiliate am MIT Game Lab in Boston und als Lektor an der Akademie der bildenden Künste Wien. Seit 2007 veranstaltet er die jährlich stattfindenden Vienna Games Conference (FROG). und 2014 gründete er das Beratungsunternehmen „Playful Solutions“.
Seine Forschungsschwerpunkte liegen auf den Gebieten Computerspielforschung, dem Serious Game Design sowie dem Einsatz Neuer Medien in Veränderungsprozessen. Besonders die Frage, wie Spiele und Spielmechaniken für die Lösung realer Herausforderungen zum Einsatz kommen können, beschäftigt ihn in seiner Arbeit und Forschung. Am MIT entwickelte Mitgutsch gemeinsam mit Narda Alvarado ein Modell zur Analyse und zum Design von Spielen mit seriösen Zwecken „Serious Game Design Assessment Framework“, das aktuell in unterschiedlichen Design- und Forschungs-Projekten zum Einsatz kommt.

## Veröffentlichungen
- mit Budin, Gerhard / Swertz, Christian, Knowledge Organization for a Global Learning Society. Würzburg: Ergon Verlag 2006. ISBN 978-3-89913-523-7
- mit Sattler, Elisabeth / Westphal, Kristin / Breinbauer, Ines Maria (Hrsg.), Dem Lernen auf der Spur. Die pädagogische Perspektive. Stuttgart: Klett-Cotta Verlag 2008. ISBN 978-3-608-94494-5
- mit Rosenstingl, Herbert (Hrsg.), Faszination Computerspielen. Theorie – Kultur – Erleben. Wien: Braumüller Verlag 2008. ISBN 978-3-7003-1674-9
- Lernen durch Enttäuschung. Eine pädagogische Skizze. Vienna: Braumüller Verlag 2009. ISBN 978-3-7003-1710-4
- mit Rosenstingl, Herbert. Schauplatz Computerspiele. Braumüller Lesethek. Literaturverlag 2009. ISBN 978-3-99100-004-4
- mit Klimmt, Christoph / Rosenstingl, Herbert (Hrsg.), Exploring the Edges of Gaming. Proceedings of the Vienna Games Conference 2008–2009: Future and Reality of Gaming. Braumüller Verlag 2010. ISBN 978-3-7003-1758-6
- mit  Wimmer, Jeffrey / Rosenstingl, Herbert (Hrsg.), Applied Playfulness. Proceedings of the Vienna Games Conference 2011: Future and Reality of Gaming. Braumüller Verlag 2012. ISBN 978-3-7003-1830-9.
- mit Consalvo, Mia / Stein, Abraham (Hrsg.), Sports Video Games. New York/London: Routledge 2012. ISBN 978-0-415-63756-5
- mit Huber, Simon; Wagner, Michael; Wimmer, Jeffrey; Rosenstingl, Herbert (Hrsg.), Context Matters! Exploring and Reframing Games in Context. New Academic Press 2013. ISBN 978-3-7003-1864-4